# Olof Johan Lagerheim
Olof Johan Weidman, adlad och adopterad Lagerheim, född den 22 juli 1785 i Lund, död i kolera den 9 september 1834 i Stockholm, var en svensk ämbetsman. Han var son till Ture Weidman, far till Louise von Knorring och farfar till Gustaf Lagerheim.
Lagerheim blev inskriven som student vid Lunds universitet 1790 och avlade kansliexamen  där 1804. Han adlades jämte sina syskon 1805 och adopterades på sin farbrors adliga namn och nummer (introducerad samma år). Lagerheim promoverades till filosofie magister i Lund 1805. Han blev extra ordinarie kanslist i justitierevisionsexpeditionen 1806 samt auskultant i Svea hovrätt samma år och i Göta hovrätt senare samma år. Lagerheim tilldelades vice häradshövdings titel 1807 och häradshövdings namn, heder och värdighet 1809. Han blev kopist i  justitierevisionsexpeditionen 1810, kanslist där samma år, protokollssekreterare 1814, riddarhussekreterare 1817 och kammarherre samma år. Lagerheim blev förste expeditionssekreterare 1820, revisionssekreterare 1821 och justitieråd 1832. Han var registrator vid Kunglig Majestäts orden 1823–1832. Lagerheim blev riddare av Nordstjärneorden 1823.